# Azteker

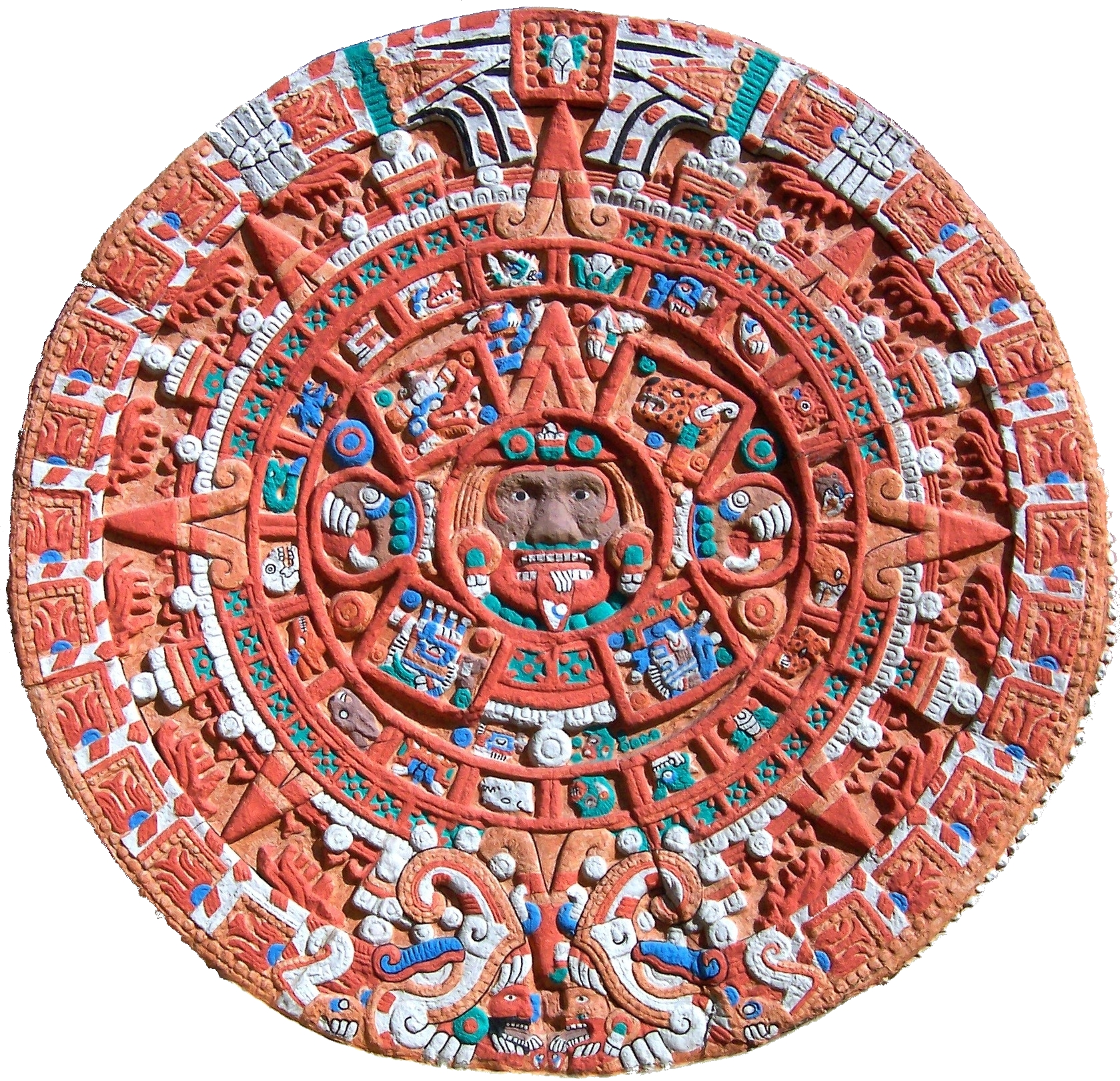
Aztekisk kalender av sten. Bilden visar en reproduktion med färg.

Azteker (mēxihcah) var en befolkning i centrala Mexikos högland som från 1300-talet och framåt byggde ett rike som bestod tills det erövrades av spanjorer och fientliga amerikanska ursprungsbefolkningar år 1519.
Det dominerande folket i Aztekerriket var mēxihcah, även kallade tenōchcah (efter den mytologiske grundaren av Tenochtitlan, Tenoch). De kallade sig själva Culhua-Mexica då de av Mexicafolket kuvade Culhuafolket var med och utvecklade Aztekriket. Ordet aztek användes aldrig av aztekerna själva. Det kommer från Aztlan, aztekernas mytologiska ursprung i norr. Allteftersom imperiet expanderade började alltfler folk i de aztekiska kärnområdena tala nahuatl och tro på detta mytologiska ursprung, vilket gör att man under Aztekerrikets storhetstid även kan tala om dessa assimilerade grupper som azteker.

## Aztekerrikets förhistoria

### Mexicafolket
Mexicafolket var en nahuatl-talande nomadiserande ursprungsbefolkning som under 1000- och 1100-talen norrifrån invaderade centrala Mexiko och Mexicodalen. Till en början tjänade de andra amerikanska ursprungsbefolkningar i olika stadsstater i regionen, men 1325 (alternativt) 1345[källa behövs] grundade de Tenochtitlán, den stad som skulle bli huvudstad i Aztekerriket, på en ö i Texcocosjön i Mexicodalen. Enligt detta folks tro skulle man bygga sin stad på en plats där man först skymtade en fågel med en orm i munnen, sittande på en kaktus. Denna stad blev Tenochtitlán och var placerad där dagens Mexico City ligger. På Mexikos flagga finns idag symbolen med en örn som har en orm i munnen sittande på en kaktus. 

### Culhuafolket
Culhuafolket var ett nahuatl-talande folk som emigrerade till Mexicodalen som ett resultat av toltekkulturens förfall under 1200-talet. De slog sig ner i Colhuacán (dagens Coyoacán) vid Texcocosjön där de effektivt jordbrukade på så kallade chinampas. Även om de blev inflytelserika i regionen kom de att underordnas mexica-folket och sedan bidra till att bygga upp Aztekerriket.

## Aztekerriket

### Regenter - Hueyi Tlahtoani
- 1233 - 1272: Tozcuecuextli
- 1272 - 1299: Huéhueh Huítzilihhuitl
- 1299 - 1347: Ilancuéitl
- 1347 - 1366: Tenoch, grundaren
- 1366 - 1391: Acamapichtli, skaparen av dynastin
- 1391 - 1417: Huitzilíhuitl
- 1417 - 1427: Chimalpopoca
- 1427 - 1440: Izcoatl
- 1440 - 1469: Moctezuma I Ilhuicamina
- 1469 - 1481: Axayacatl
- 1481 - 1486: Tízoc
- 1486 - 1502: Auítzotl
- 1502 - 1520: Moctezuma II Xocoyotzin
- 1520 - 1520: Cuitláhuac
- 1520 - 1521: Cuauhtémoc

### Riksbygget
Aztekerna löd den första tiden i Mexiko under Tepanek-riket. Den fjärde Aztek-kungen Itzcóatl startade ett uppror mot Tepanekerfolket tillsammans med två andra städer, Texcoco och Tlacopán (på nahuatl var härskartiteln tlahtoani - den som talar (väl) ). Ur denna allians började sedan på 1400-talet aztekerna avancera mot positionen som det mäktigaste riket i Mellanamerika. Deras främsta konkurrenter Tlaxkaltekerna, som från början var betydligt starkare militärt, blev successivt tillbakaträngda genom ett slags grundligt genomtänkt avancerad terrortaktik (xochiyaoyotl = ”blomsterkrig”). Den gick ut på att man gradvis medvetet ökade hotbilden tills motståndaren var övertygad om att ett fullskaligt anfall var nära förestående. Medan motståndarna fokuserade på hotet passade aztekerna på att genom verkliga anfall mot de städer som var underkastade Tlaxkaltekerna och överta dem en efter en. Vid tiden för spanjorernas ankomst stod Tlaxkaltekerna inför sitt slutliga nederlag och de med moderna eldvapen och hästar utrustade nykomlingarna uppfattades av dem närmast bokstavligen som en skänk från ovan.

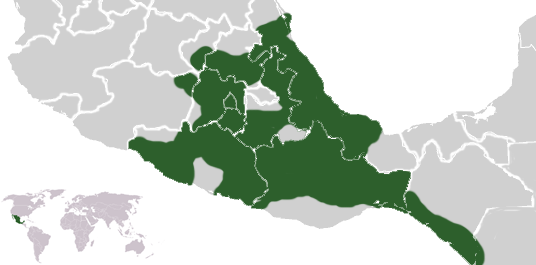
Aztekriket.

### Storhetstiden
Den egentliga aztekiska statsbildningen började ta fart först under den åttonde kungen Ahuitzotl som härskade 1486–1502 och den nionde, hans brorson Motecuzoma Xocoyotzin (1502-20), även känd som Montezuma II (eg. Moctezuma). Deras regeringstider karakteriseras av en snabb övergång från ett huvudsakligen släktbaserat maktfördelningssystem (calpulli), med inslag övertagna av toltekerna, till ett system med en byråkratisk statsapparat. Makten övergick snabbt från de ledande calpullisläkterna till ett råd, bestående av tempelpräster och krigarelit och en ”talman” som ledare. 
När riket var som störst 1519, omfattade det cirka fem miljoner invånare varav nästan 250 000 i Tenochtitlán, ytterligare 500 000 kring Texcocosjön och fyra miljoner runt om övrigt i riket. Befolkningen var koncentrerad till stora städer som Tlacopán, Tenochtitlán och Texcoco. Själva Tenochtitlán var uppbyggd på pålar och flottar i vattnet. En smärre del stod på en ö och man tog sig till och från staden med långa broar/bryggor (eng: causeways). Tenochtitlán kunde själv föda omkring 170.000-180.000 av sin befolkning med sitt eget jordbruk, åkrar som flöt omkring staden (chinampas). Själva huvudstaden var tätt befolkad och därför var dess areal per invånare inte så stor. Åkrarna låg omkring den flytande staden och man hade höghus, offentliga masstoaletter, avlopp, etc.
När spanjorerna nådde Tenochtitlan år 1519 var staden den största stad som någonsin funnits i den nya världen och en av de största i världen; den var rikare och mer storslagen än något de spanska soldaterna någonsin sett i sitt hemland.

Aztekriket med vasallriken under dess storhetstid.

### Rikets undergång
Aztekerrikets utveckling fick ett abrupt slut genom att en tlaxkaltekisk-spansk allians (200.000 tlaxkaltekiska krigare och ca 900 spanjorer mot 100.000-300.000 azteker) besegrade aztekerna och spanjorena kunde inta Tenochtitlán. Aztekernas huvudarmé kapitulerade för Hernan Cortés den 13 augusti 1521. Den elfte och siste kungen Cuauhtémoc tillfångatogs av spanjorerna och avrättades av dem 1525.
Spanjorernas erövring av Tenochtitlán och det aztekiska riket underlättades avsevärt av den smittkoppsepidemi som dödade mellan 5 och 8 miljoner azteker i samband med spanjorernas ankomst. Mellan 1545 och 1550 dog ytterligare 15 miljoner människor i allvarliga febersjukdomar (av aztekerna kallade cocoliztli), som tyfus. När samma sjukdom 30 år senare härjade igen så dog hälften av den kvarvarande befolkningen i det forna aztekiska riket. Såväl smittkoppsepidemin som cocolitzi-utbrotten räknas bland världshistoriens värsta epidemier.

## Samhällsstruktur

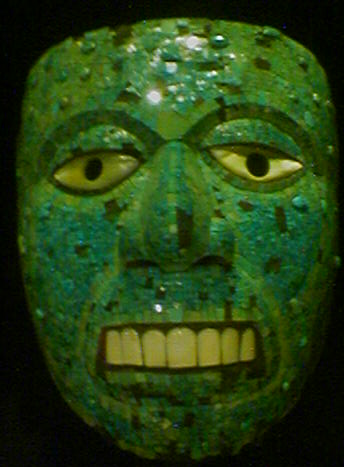
Aztekisk mask.

Det aztekiska samhället var indelat i klasser. Högst upp stod hueyi tlatoani, den store talaren, Aztekerrikets härskare. Han fick makten av ett råd och kunde avsättas, men detta skedde sällan och han hade nästintill oinskränkt makt även om hans barn inte kunde räkna med att ärva den. På så sätt var det aztekiska styrelsesystemet mest likt den polska monarkin. Talaren var en i romersk definition livstidsdiktator. Under honom stod pilli, adeln. Inte heller de hade några speciella privilegier som gick i arv, utan adeln var mer som en ekonomiskt stark aristokrati (pengaadel). Givetvis var det få "vanliga" som lyckades bli adliga, bara de som gjorde ekonomisk karriär. Fler var pilli och ruinerade sig.
Den vanliga klassen var macehualli, "bönder". Dock ska endast omkring 20% av Tenochtitlans över 200 000-hövdade befolkning ha sysslat med jordbruk; resten var verksamma inom armén, hantverk och handel. Man använde kakaofrön som mynt.
Längst ner stod slavarna. Slavhandeln gick till ungefär som i Romarriket, men födde slavar barn i fångenskap blev barnen fria. Slavarna togs främst från Tlaxcala och många av dem förvaltades statligt tills de offrades till solgudens ära. Men som i romarriket kunde privatpersoner äga slavar i hushållen och leva på slavhandeln.
Skriftsamlingen "Codex Mendoza" innehåller detaljerade beskrivningar om aztekernas vardagsliv, kultur och sociala regler.

## Religion

### Offer i templen
Det var människooffren som mer än allt annat förskräckte de första européer som besökte Tenochtitlan innan staden förstördes. Människooffer har en gammal tradition i Mexikos historia och förekom hos de flesta stammar i Mellanamerika, men aztekerna drev det längre än några andra. Det berättas att år 1487, när templet till Huitzilopochtli invigdes, offrades inte mindre än 20 000 fångar till guden. År 1518 räknade en av Cortés följeslagare till 136 000 människokranier längs detta tempel. En del av offren var slavar och brottslingar, men de allra flesta var krigsfångar.
När det under de sällsynta perioderna av fred uppstod brist på krigsfångar som kunde offras, arrangerade aztekerna och deras allierade ett slags ”tornerspel” mot grannstaternas krigare. Båda sidor försökte ta så många fångar som möjligt och när man fått ihop tillräckligt många för sina offerritualer avslutades ”kriget” och de stridande parterna återvände hem med sina offer. I spanjorernas ögon var dessa blodbad naturligt nog både brutala och hädiska, men för aztekerna var blodutgjutelse en helig akt och ingick som en viktig del i deras religion.
Gudarna hade kontroll över allting och var allsmäktiga. Det var de som hade skapat hela världen och som styrde människornas öden; de beslutade om det skulle regna eller bli solsken; de vakade över dygnets alla timmar och hade inflytande över de mest triviala ting i människans vardagsliv. Liksom alla folkslag i Mellanamerika dyrkade också aztekerna flera gudar och gudinnor, av vilka några var kända redan tidigare i Mexicodalen under Teotihuacanperioden, medan andra hade övertagits från underkuvade stammar.
Aztekernas nationalgud, Huitzilopochtli, var son till jordgudinnan och en krigsgud och han identifierades med solen. Varje natt kämpade han mot mörkrets makter för att solen skulle återfödas nästa morgon. Om Huitzilopochtli någonsin skulle bli besegrad skulle mörkret triumfera, solen skulle aldrig gå upp och hela världen skulle upphöra att existera. Det var därför av största vikt att Huitzilopochtli förblev stark och oövervinnelig, och det var människans plikt att hjälpa till genom att förse honom med föda. Den allra bästa föda människan hade att erbjuda var livet självt--människohjärtan och blod—och det var denna tro som rättfärdigade de enorma människooffren. 
Mexikanerna trodde att världen en gång skulle gå under eftersom detta hade förutsagts i deras skapelsemyter. De två ursprungliga gudomligheterna sades ha varit ett par som stod högt över jordiska angelägenheter. Deras söner var de fyra mäktiga skaparegudarna: Huitzilopochtli, krigsguden; Xipe totec, vårens och den nya grödans gud, Quetzalcoatl, den befjädrade ormen, och hans fiende Tezcatlipoca– ”rykande spegeln”–krigaren från norr, natthimlens gud, den som tog och gav allt liv på jorden. 
Enligt aztekernas legender hade universum skapats fyra gånger, och varje gång blivit ödelagt med alla sina invånare. Aztekerna trodde att de levde i den femte skapelseperioden, solguden Tonatiuhs era, och att deras nuvarande existens hade offrat sig själva. För att än en gång skapa solen och ge den styrka att vandra över himlen hade gudarna offrat sig själva vid massceremoni. Uppgiften att skapa mänsklighet hade anförtrotts Quetzalcoatl, som gjorde en resa till underjorden för att samla ihop benen efter tidigare generationer. Han doppade benen i sitt eget blod för att ge dem liv. Människooffren återspeglar således på ett symboliskt sätt gudarnas ursprungliga offer av sig själva. Myterna förutspådde också att den femte skapelseperioden skulle gå en våldsam undergång till mötes.

### Aztekernas två kalendrar
Aztekerna använde två kalendrar samtidigt. –Den ena var en kalender på 365 dagar och var baserad på solens förmenta rörelse runt jorden. Detta var den kalender man rättade sig efter när det gällde årstider, sådd och skörd, och den tycks ha varit mer pålitlig än den solkalender man använde i 1500-talets Europa. –Den andra kalendern, som bara användes för religiösa och rituella ändamål, var baserade på en period av 260 dagar. Årets alla dagar var på så sätt fixerade i två olika system, och eftersom solåret och det rituella året hade olika längd var 52 år mellan varje gång en bestämd datumkombination inträffade. Dessa 52-årsperioder hade den allra största betydelse, ty vid slutet av någon av dem var jorden förutbestämd att gå under i samband med stora jordbävningar. Men ingen kunde förutsäga vilken period som skulle bli den sista. Den sista dagen i en sådan 52-årsperiod emotsågs därför med fruktan och onda aningar eftersom ingen kunde vara säker på att solen någonsin skulle gå upp igen. 
På kvällen gick prästerna upp på en bergstopp nära Tenochtitlan för att observera stjärnorna. När Plejadernas stjärnbild långsamt nådde zenit visste de att världen var räddad för ännu en period. En krigsfånge lades genast utsträckt på ett altare, hans bröst öppnades med en offerkniv med ett blad av kalcedon (ett kvartsmineral) och ett skaft av trä, inlagt med turkos, snäckskal och lignit, figuren på träet var en örn–krigare, och den präst som var medlem i en särskild orden vigd till solguden handlade i astronomiska frågor tände en eld i offrets brösthåla. Budbärare tände då sina facklor i flammorna och förde sedan den nya elden till varje tempel och varje hus i hela Mexicodalen. Livet skulle fortsätta – men det var bara 52 år till nästa kris.

### Tortyr till regngudens ära
Aztekernas filosofi är full av symbolik och deras smak för det symboliska avspeglas i de ceremonier och festligheter som hölls med jämna mellanrum under hela året. Vid den högtid som hölls till majsgudinnans ära halshöggs unga kvinnor medan de dansade. Detta skulle symbolisera skörden av majskolvar. Och vid en av ceremonierna för regnguden torterades små barn tills deras tårar föll likt de regndroppar som gav liv åt grödan. Men det var inte alla gudar som krävde krig eller blodutgjutelse.
Där fanns också gudar för fest och lekar, ja till och med en berusningens gud, och festerna till dessa gudars ära liknade karnevaler med idrottstävlingar, skämtsamma upptåg och offer av blommor och matvaror. Samma slags symbolism avspeglas i aztekernas måleri och skulptur. Konstnärer visade ibland prov på realism och skapade en del naturlistiska avbildningar av människor och djur, till och med av insekter och växter, men när det gällde gudarna var det viktigt att få med så många upplysningar och symboliska detaljer som möjligt. I de illustrerade böcker framställs Tezcatlipoca som krigare med en sköld och en bunt kastspjut. Hans ansikte har målats svart för att visa att han är nattens gud och vågrätta ränder på hans kinder anger att han är en av de fyra skapargudarna. På huvudet eller i stället för fötterna finns spegeln av svart vulkanisk glasmassa i vilken han kan se allt som händer i världen.
Källa: Två miljoner år, Berättelsen om människan. Utgiven av Det Bästa; Reader's Digest AB, Sweden; tryckt i Italien.

## Aztekerna under spanskt styre
Då spanjorerna kom till Mellanamerika hade mayakulturen redan passerat sin höjdpunkt.
Men längre mot väst, uppe i Mexikos högland, var aztekerna relativt nyanlända när den spanska erövringen ägde rum. Efter den period av kaos som följde sedan barbariska stammar omkring år 750 hade ödelagt Teotihuacan skapade ett krigiskt folk, som kallades tolteker, ett nytt rike i Mexikos högland.
Dess huvudstad, Tula, grundlades på 900-talet av en ledare vid namn Topiltzin. Han dyrkade guden Quetzalcoatl (Den befjädrade ormen), och som ett tecken på sin vördnad fogade han gudens namn till sitt eget. Enligt inhemska sägner präglades Topiltzin–Quetzalcoatls regeringstid av religiösa och politiska tvister, och han blev till slut tvungen att fly från Tula.
Han flydde tillsammans med sina anhängare till östkusten där han, enligt en av legenderna, seglade bort på en flotte av ormar men lovade att en gång i framtiden återvända till sitt folk.
Kort tid därefter dök det plötsligt upp en ny grupp angripare–bland vilka det kan ha funnits Toltekiska flyktingar–i mayaområdet. Den anfördes av en hövding vid namn ”Den befjädrade ormen”, och dess skulpturer och arkitektur påminde starkt om toltekernas.
Topiltzin–Quetzalcoatls löfte om att återvända hölls levande, legenden blandade samman människa och gud. Tron på myten var så stark att Montezuma, den siste av aztekernas härskare, först trodde att spanjorerna var guden Quetzalcoatl och hans följeslagare som efter århundraden hade kommit tillbaka för att återta makten.
Staden Tula förstördes år 1168 av barbariska stammar, och i och med att toltekernas rike gick under inleddes i det centrala Mexiko ännu en period av omvälvningar. Halvciviliserade stammar strömmade in i området och grundade små riken som sinsemellan förde ständiga krig. Den sista av dessa stammar var den som i historien skulle bli känd under namnet aztekerna, även om de själva kallade sig mexica eller tenochca. Deras ursprung är fortfarande höljt i dunkel. Deras sägner berättar att de på 1100-talet lämnade sin hemtrakt (som senare aldrig har kunnat lokaliseras) och tillbragte 100 år med att ströva omkring över hela Mexico, följande ett påbud från sin stamgud, Huitzilopochtl, vars namn betyder ”Kolibrin från söder”.
När de till sist nådde fram till den stora dalen i det centrala Mexiko fann de att alla de bästa markområdena redan hade tagits av tidigare invandrare. Aztekerna betraktades som inkräktare, och under många år levde de under miserabla förhållanden som vasaller under de mäktigare stammarna. År 1345 fick de tillåtelse att slå sig ner för gott, och som plats för sin framtida huvudstad valde prästerna en obebodd ö i den stora sjö som då låg i dalen. Tenochtitlan, ”den stickande fikonkaktusens plats”. År 1428 uppnådde Tenochtitlan självständighet och sedan dess invånare ingått allianser med grannstäderna Texcoco och Tlacopan blev det snart den dominerande makten i Mexiko. År 1519 ingick 489 stadsstater i det förbund som de aztekiska härarna hade bildat. 
Under sin långa vandringstid hade aztekerna levt i en ganska enkel stamorganisation men på 1500-talet hade de efter hand blivit allt mindre demokratiska. De hade infört en sträng klassindelning, och den som påträffades iförd tecken på en högre rangvärdighet än han hade rätt till kunde bli avrättad. Högst upp på den sociala stod härskaren, och under honom kom de högsta ämbetsmännen, medlemmar av rådet, domare, officerare och de erövrade provinsernas styresmän. Dessa män hade stora jordegendomar och var de enda som tilläts bära kläder av bomull, sandaler, mönstrade plagg och smycken av guld eller ädla stenar. Vanligt folk fick nöja sig med enfärgade kläder gjorda av kaktusfibrer och med billiga smycken av trä, halvädelstenar och snäckskal. Alla medborgare som var födda fria var indelade i klaner, calpullier. Varje klan ägde den jord som odlades av dess medlemmar, och dessa var också ansvariga för underhållet av de lokala templen och skolorna, som alla barn måste gå i. Under de fria medborgarna – och helt utanför calpulli-systemet - stod de egendomslösa bönderna, som inte var av aztekiskt ursprung, samt slavarna. Prästerna, som bara i Tenochtitlan uppgick till flera tusen, bildade också en klass för sig.